# Лавка Чеховых
«Лавка Чеховых» — музей в городе Таганрог Ростовской области, основанный в 1975 году и открытый 3 ноября 1977 года. Расположен в доме 1840-х годов, который семья Чеховых арендовала в 1869—1874 годах. Входит в состав Таганрогского государственного литературного и историко-архитектурного музея-заповедника.

## Описание
Дом был построен в 40-х годах XIX века. Семья Чеховых арендовала его с 1869 по 1874 год. Антон Чехов прожил здесь с 9 до 14 лет.
Семья жила на втором этаже дома, а внизу, на первом этаже, располагалась бакалейная лавка отца. По впечатлениям от встреч с людьми в этой лавке писателем позднее были созданы рассказы «Ванька», «Спать хочется», «Канитель», «Певчие», «Архиерей», «Отец семейства», «Тяжёлые люди» и др.
Музей в доме был открыт 3 ноября 1977 года на основании Постановления ГК КПСС и Горисполкома Таганрога от 1 января 1975 года. Экспозиция создана, чтобы рассказать о детских годах А. П. Чехова. Представлен интерьер времён детства писателя, некоторые работы членов его семьи, а также семейные фотографии.
13 мая 2011 года перед музеем был установлен памятник героям рассказа А. П. Чехова «Толстый и тонкий».

## Руководители
- А. С. Дымов[3]
- Е. А. Кожевникова
- Е. А. Шапочка
- Л. А. Токмакова
- А. А. Корж[4]
- Д. А. Зиньковский
- Н. Н. Ермоленко[5]

## Фотогалерея

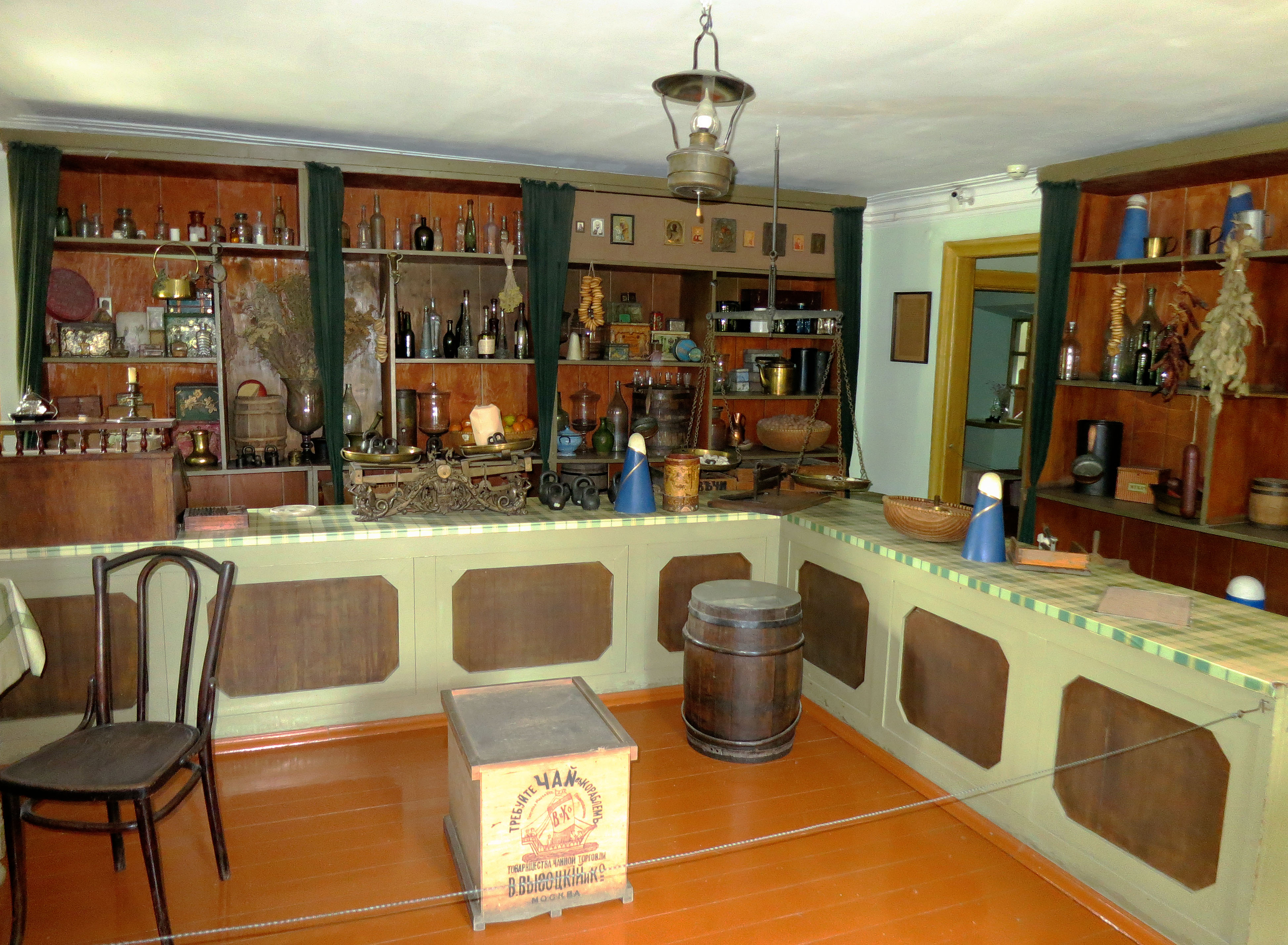
Торговое помещение
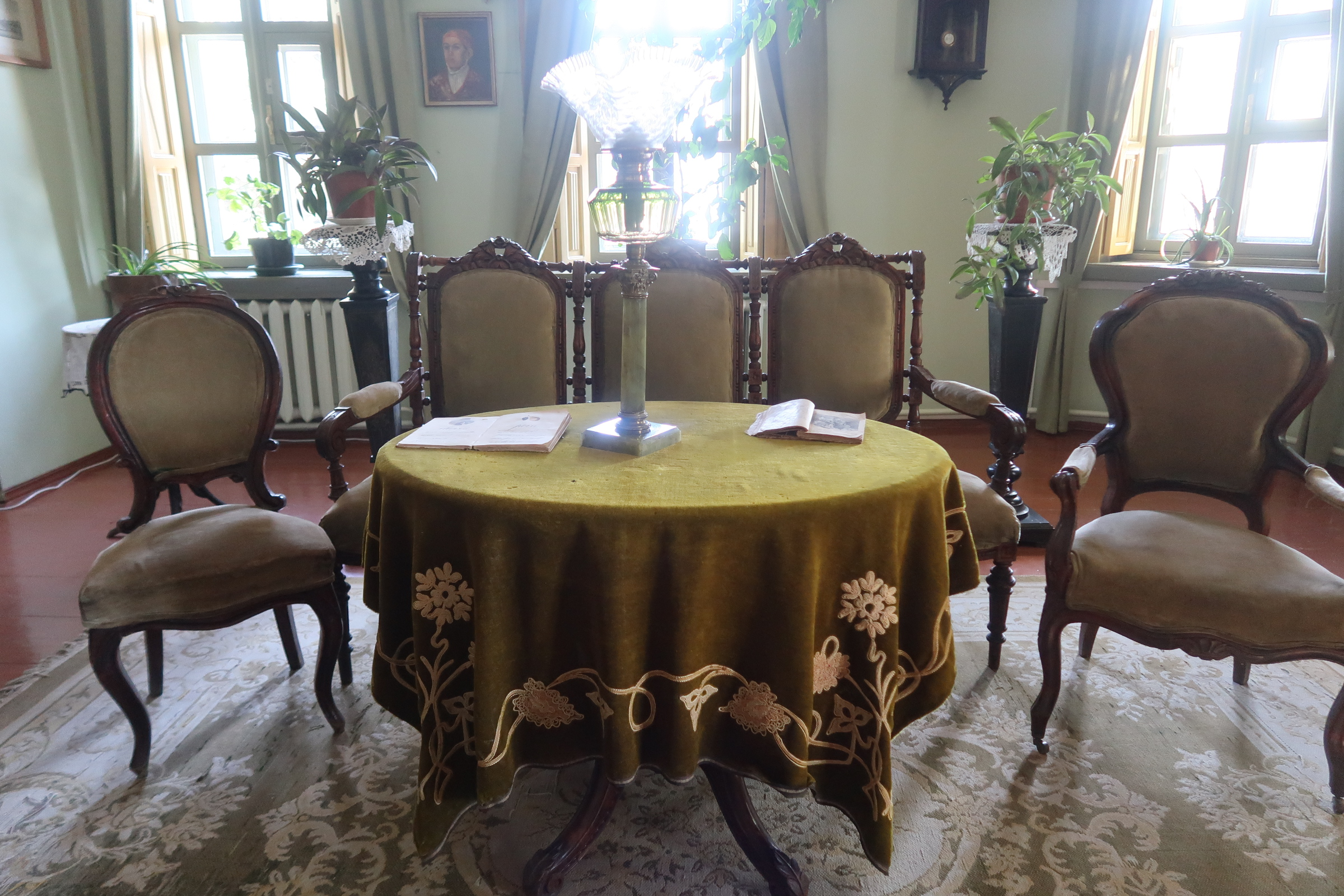
Гостиная
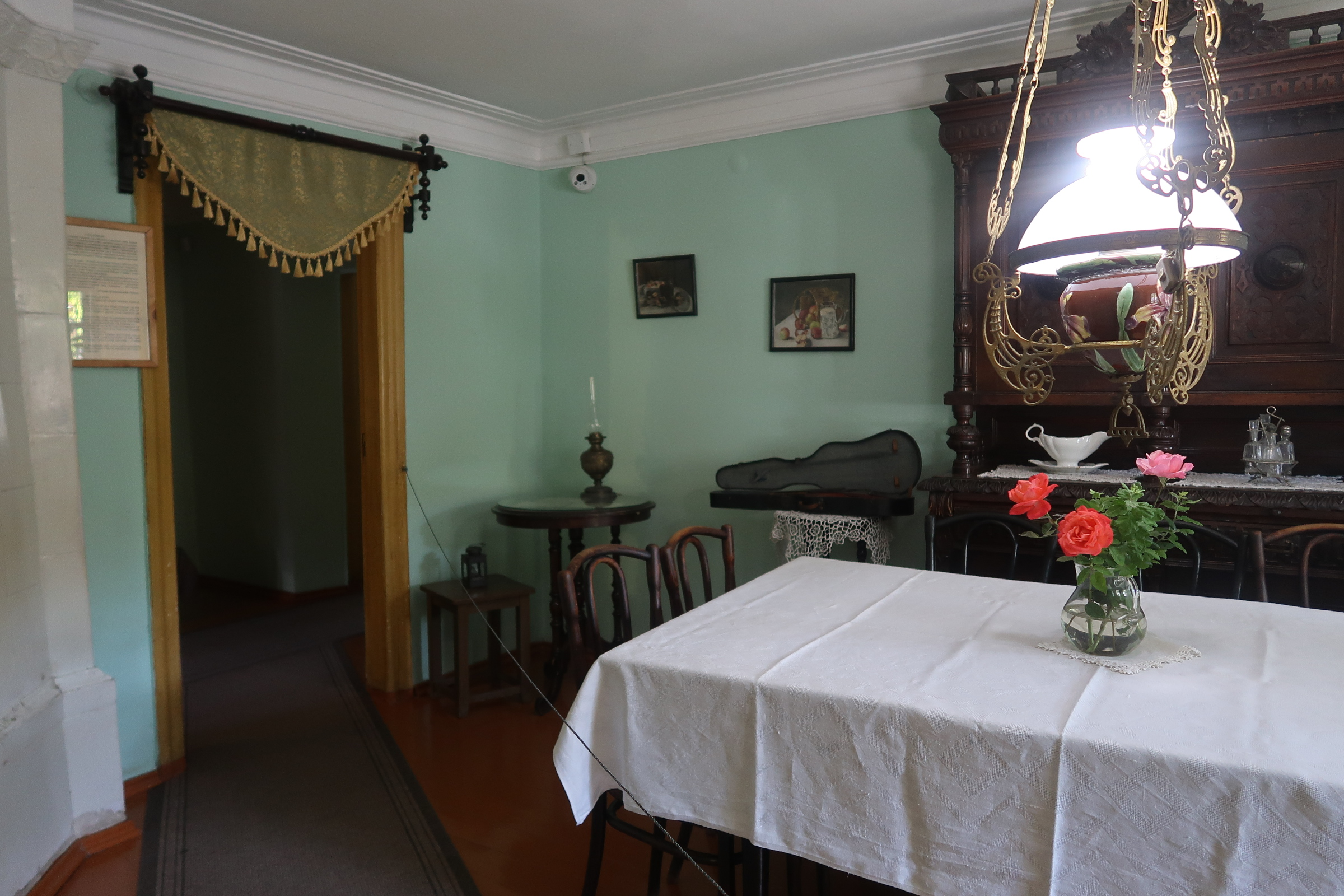
Столовая
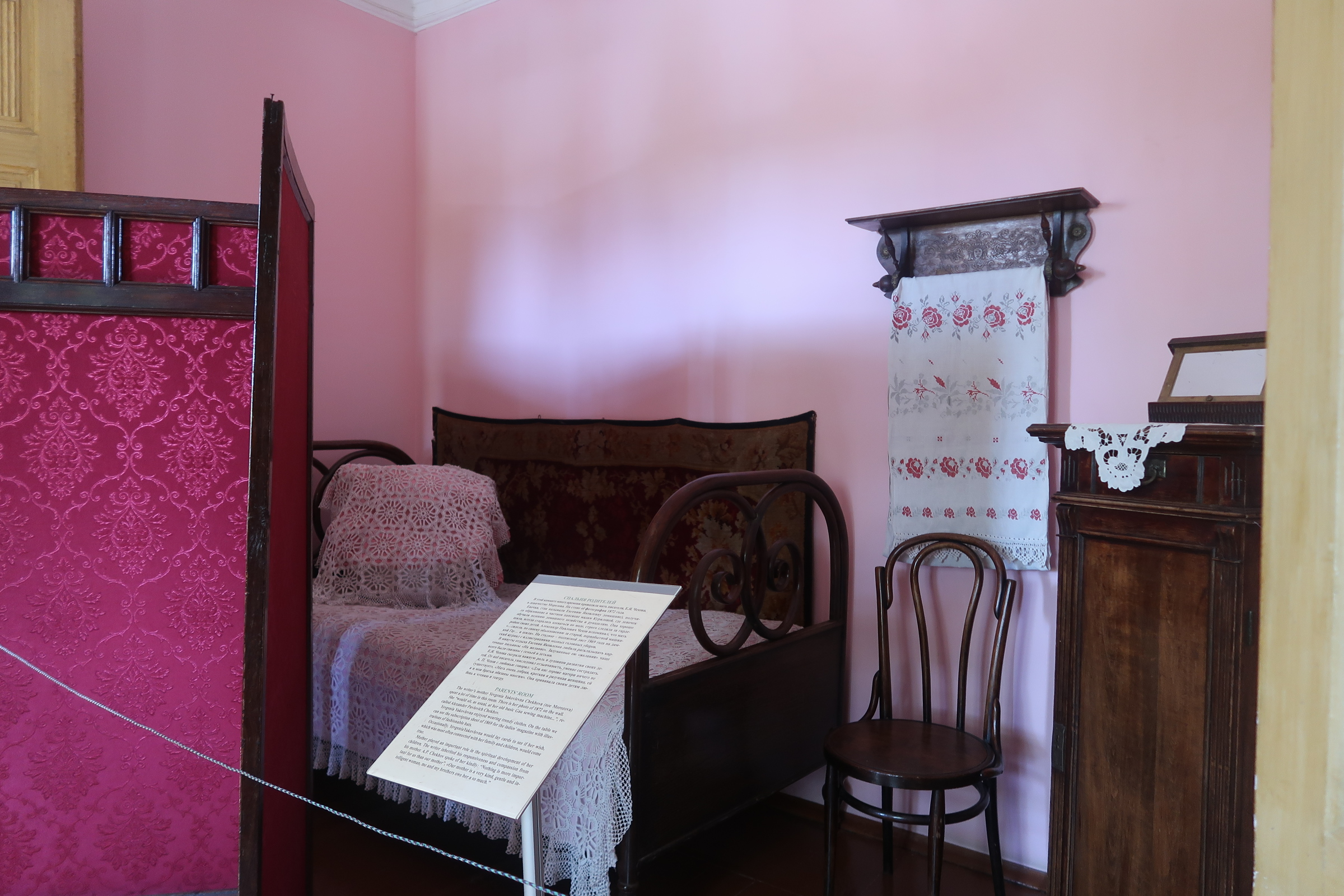
Спальня
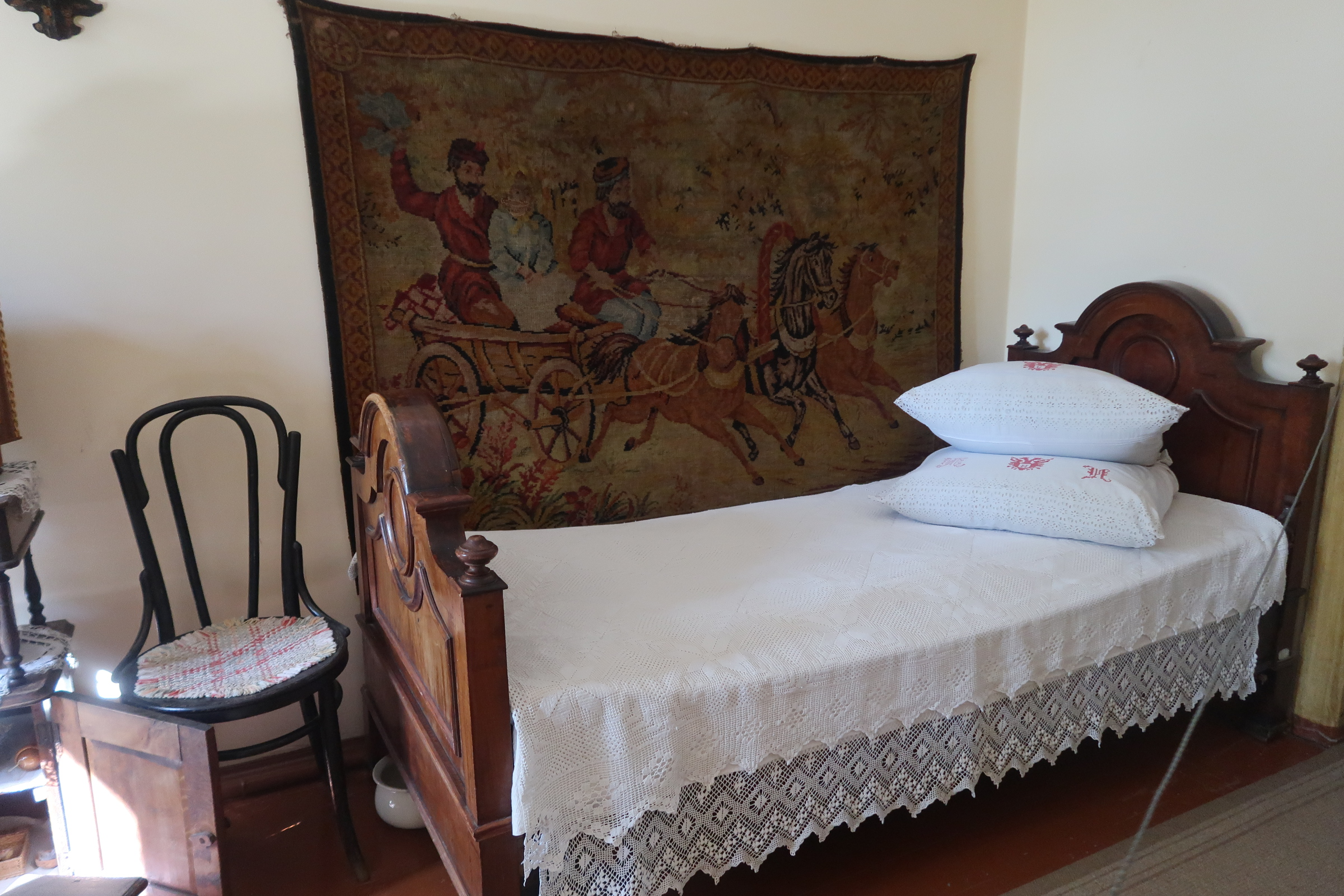
Детская